# کینه ۳
کینه ۳ (به انگلیسی: The Grudge 3) فیلمی در ژانر ترسناک فراطبیعی و عنوان سومین قسمت از مجموعه فیلم‌های کینه می‌باشد که توسط توبی ویلکینز کارگردانی شده‌است. این فیلم بر خلاف دو نسخه پیشین خود اکران عمومی نگشت و مستقیماً در اواسط سال ۲۰۰۹ وارد شبکه خانگی شد. سم ریمی و تاکاشی شیمیزو تهیه‌کنندگان فیلم هستند. از بازیگران آن می‌توان به جوهانا بردی، گیل مک‌کینی، جیدی رز رابسون، بو میرچف، شاونی اسمیت و حضور ویژه متیو نایت (از فیلم کینه ۲) اشاره کرد.

## داستان
روح کایاکو که در قسمت قبلی برای کشتن دختری به شیکاگو رفته بود، همانجا در یک مجتمع مسکونی مانده و ساکنین خانه را اذیت می‌کرد. این ساختمان که کم کم خالی می‌شود قرار است بازسازی شود. صاحب جدید خانه، پسر جوانی است و همراه با دو خواهرش زندگی می کند و خواهر کایاکو را ملاقات می‌کند.

## بازیگران
- جوهانا بردی
- شاونی اسمیت
- گیل مک‌کینی
- متیو نایت
- بو میرچف
- مارینا سرتیس
- امی ایکه‌هاتا
- جیدی رز رابسن